# Edwin (roi de Northumbrie)
Vous lisez un « bon article » labellisé en 2017.
Pour les articles homonymes, voir Edwin.
Edwin ou Eadwine (vers 585 – 12 octobre 633) est roi de Deira et de Bernicie de 616 à sa mort. Il est le deuxième monarque à régner en même temps sur ces deux royaumes du nord de l'Angleterre, qui fusionnent par la suite pour donner la Northumbrie, et le premier à se convertir au christianisme.
Fils du roi Ælle de Deira, Edwin est contraint à l'exil lorsque le roi Æthelfrith de Bernicie conquiert le Deira. Ses pérégrinations le conduisent à la cour du roi Rædwald d'Est-Anglie, qui vainc Æthelfrith en 616, permettant à Edwin de monter sur les trônes de Bernicie et de Deira. Après la mort de son protecteur Rædwald vers 624, Edwin devient le plus puissant souverain de Grande-Bretagne : Bède le Vénérable l'inclut dans sa liste des rois ayant exercé l'imperium sur les autres monarques anglo-saxons, et la Chronique anglo-saxonne lui attribue le titre de bretwalda, ou « souverain de Bretagne ».
Edwin reçoit le baptême en 627 sous l'influence de sa femme, la princesse Æthelburh de Kent, et du missionnaire romain Paulin, qui devient le premier évêque d'York. Après dix-sept ans de règne, Edwin est vaincu et tué en 633 à la bataille de Hatfield Chase par les armées coalisées du Gallois Cadwallon ap Cadfan et du païen Penda de Mercie. L'œuvre de sa vie ne lui survit pas. La Bernicie et le Deira sont à nouveau séparées sous deux rois païens, et leur réunification est le fait d'Oswald, un fils de son rival Æthelfrith.

## Sources
La vie d'Edwin est principalement connue grâce à l'Histoire ecclésiastique du peuple anglais de Bède le Vénérable, moine bénédictin à l'abbaye de Monkwearmouth-Jarrow. Achevée vers 731, soit un siècle après la mort d'Edwin, l'œuvre de Bède s'intéresse avant tout, comme son titre l'indique, à la christianisation des Anglo-Saxons. À ce titre, Bède y aborde en détail la conversion d'Edwin, qui est le premier roi de Northumbrie chrétien, d'autant plus qu'il est lui-même originaire de ce royaume. Une autre source littéraire qui traite du règne d'Edwin est l'hagiographie du pape Grégoire le Grand (la plus ancienne connue) rédigée vers 713 à l'abbaye de Whitby, un autre monastère northumbrien.
Les différentes traditions annalistiques de Grande-Bretagne mentionnent également Edwin : la Chronique anglo-saxonne, compilée à partir du IXe siècle dans le royaume anglo-saxon du Wessex, mais aussi les Annales Cambriae et l'Historia Brittonum, deux textes d'origine galloise qui datent également d'une période tardive, entre le IXe et le XIe siècle. N'ayant pas été rédigées par des Anglo-Saxons, ces annales offrent un point de vue différent sur les faits et gestes d'Edwin.

## Contexte

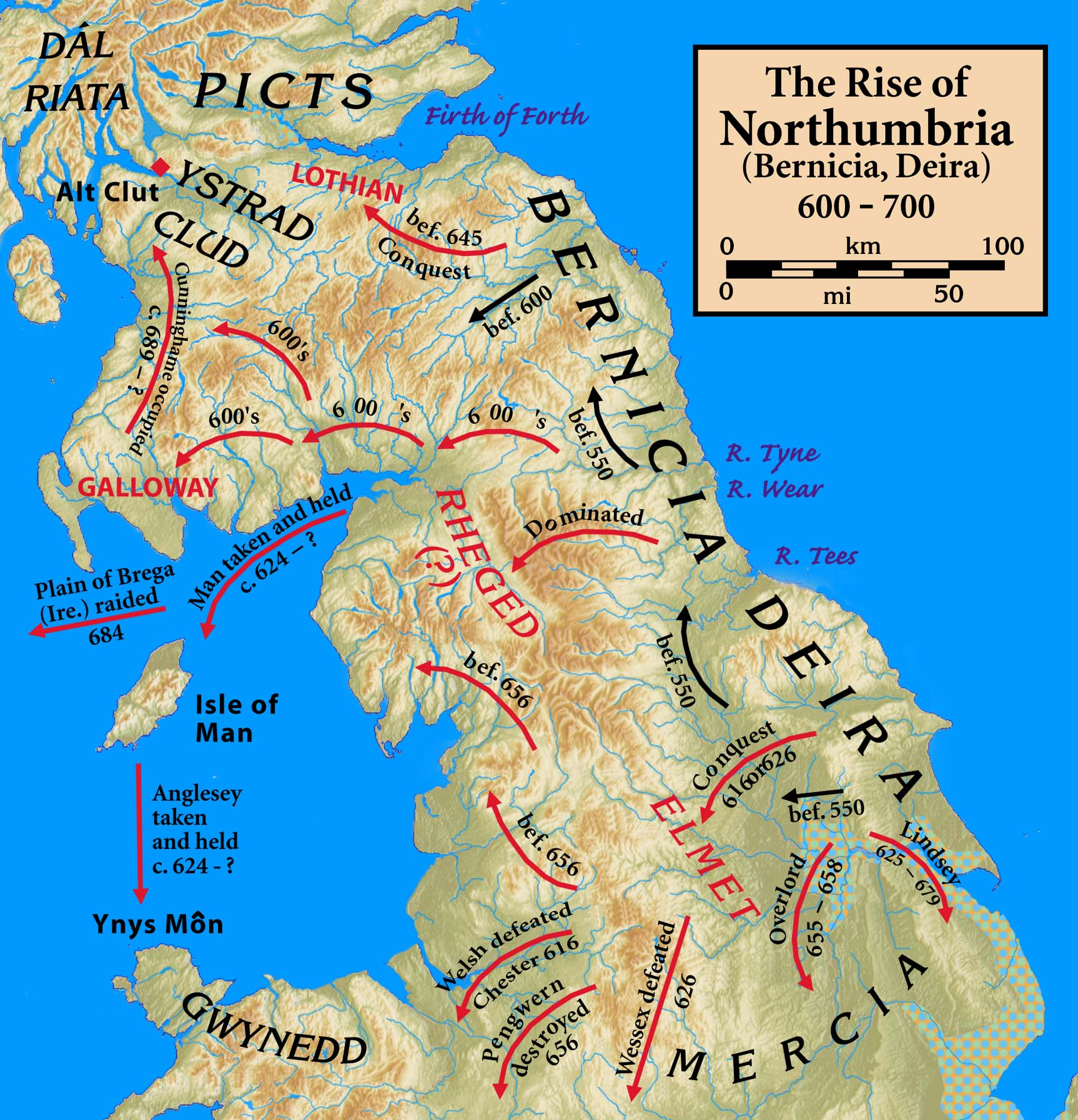
La Bernicie et le Deira au VIIe siècle.

À la fin du VIe siècle, deux royaumes anglo-saxons existent au nord du Humber : au sud, le Deira, situé entre l'Humber et la Tees, et au nord, la Bernicie, de la Tees au Forth. Leurs origines sont mal connues, mais il s'agit peut-être de royaumes celtiques dont les Anglo-Saxons se seraient rendus maîtres après leur arrivée en Grande-Bretagne. Le reste du nord de l'Angleterre, une région appelée par la suite Hen Ogledd, « le Vieux Nord », par les chroniqueurs gallois, reste partagé entre différents royaumes celtiques, dont le Rheged, vraisemblablement dans l'actuelle Cumbria, et l'Elmet, qui correspond à l'actuel Yorkshire de l'Ouest.
Selon la Chronique anglo-saxonne, le père d'Edwin, le roi Ælle de Deira, règne pendant trente ans, monte sur le trône en 560 et meurt en 588 (soit vingt-huit et non trente ans : la Chronique se contredit ici). Son successeur est un certain Æthelric, peut-être son frère. Il est possible qu'Edwin, le fils d'Ælle, ait été écarté de la succession en raison de son jeune âge. Toujours d'après la Chronique, Æthelric règne cinq ans (588-593), puis le royaume de Deira est conquis par Æthelfrith de Bernicie. Æthelfrith devient ainsi le premier à régner sur les deux royaumes anglo-saxons au nord du Humber, une entité qui prend par la suite (peut-être sous la plume de Bède lui-même, qui contribue en tout cas à le populariser) le nom de Northumbrie.
La chronologie de la Chronique anglo-saxonne pose néanmoins problème, car elle contredit Bède le Vénérable qui affirme qu'Ælle règne encore sur le Deira en 597, lorsque la mission grégorienne, envoyée par le pape Grégoire le Grand pour christianiser les Anglo-Saxons, arrive en Grande-Bretagne. Il semble que le compilateur de la Chronique se soit livré à des calculs à partir des durées de règne des rois pour obtenir les dates de leurs avènements, en commettant plusieurs erreurs dans ses comptes : il confond notamment Æthelric de Deira avec Æthelric de Bernicie, le père d'Æthelfrith L'historien D. P. Kirby propose une chronologie alternative, faisant régner Ælle de 569/572 à 597/600, Æthelric de 599/600 à 604/605, et situant donc la conquête d'Æthelfrith une douzaine d'années après la date donnée par la Chronique.

## Biographie

### Une jeunesse en exil
Lorsque Æthelfrith s'empare du royaume de Deira, le jeune prince Edwin est contraint à l'exil. La tradition galloise rapporte qu'il aurait grandi à la cour du royaume de Gwynedd, sous la tutelle du roi Cadfan ap Iago, mais il s'agit vraisemblablement d'une invention postérieure afin de donner un poids dramatique accru à la lutte ultérieure entre Edwin et Cadwallon, le fils de Cadfan, dont Edwin aurait donc été le frère adoptif. Cette tradition, acceptable si l'on retient la date traditionnelle de 588 pour la conquête du Deira, devient invraisemblable si cet événement a eu lieu à 604, puisqu'Edwin aurait alors eu vingt ans. Elle est immortalisée au XIIe siècle par Geoffroy de Monmouth dans son Historia regum Britanniae, où l'on trouve une version très fantaisiste du règne d'Edwin, présenté comme le fils d'Æthelfrith.
L'exil d'Edwin le conduit en Mercie où il épouse la princesse Cwenburh, fille du roi Cearl. Elle lui donne deux fils, Osfrith et Eadfrith. Sa recherche d'un protecteur contre Æthelfrith, dont le pouvoir s'étend vers le sud, le mène à la cour du roi Rædwald d'Est-Anglie, qui est alors l'un des plus puissants monarques du Sud de l'île. Æthelfrith cherche à convaincre Rædwald de faire assassiner Edwin à trois reprises. Dans une scène « au parfum de poème héroïque », Bède raconte qu'il est sur le point d'accepter lorsque sa femme le morigène en lui rappelant le devoir de protection qui lui incombe vis-à-vis de son hôte. En fin de compte, Rædwald prend les armes contre Æthelfrith en 616, peut-être davantage pour supplanter un rival à la domination de l'Angleterre que par loyauté vis-à-vis de son protégé. Æthelfrith est vaincu et tué sur la rivière Idle, et Edwin peut lui succéder à la tête du Deira comme de la Bernicie grâce à l'appui de Rædwald. Les fils du roi défunt, Eanfrith, Oswald et Oswiu, connaissent à leur tour l'exil chez les Pictes et les Scots du Dál Riata,.

### Règne

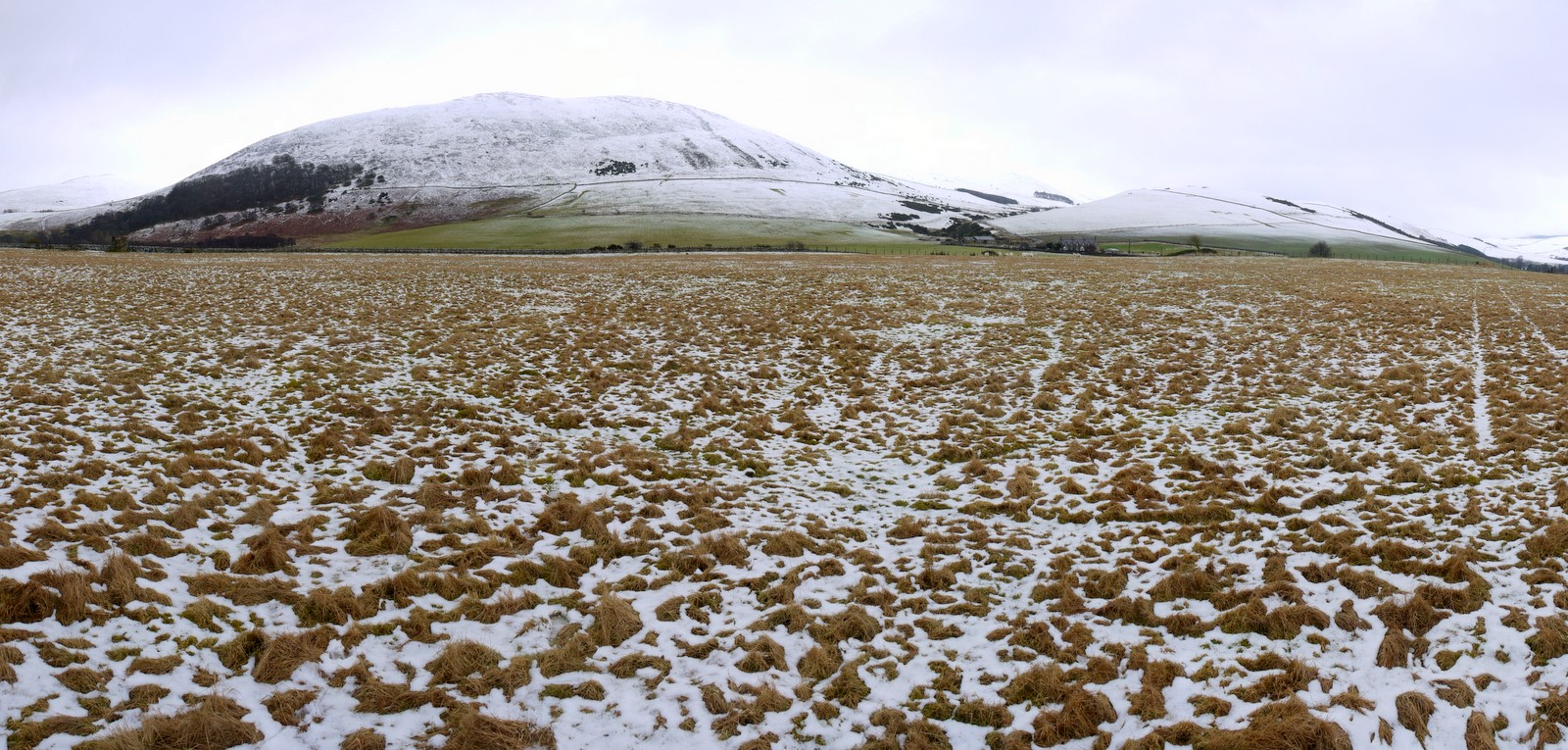
Le site archéologique d'Ad Gefrin.

Vers 617, peu après son arrivée au pouvoir, Edwin conquiert le royaume celte d'Elmet. Ceredig, le dernier roi d'Elmet, est chassé de ses terres et semble être mort peu de temps après. Cette guerre pourrait avoir eu la vengeance pour casus belli : en effet, Bède rapporte que Hereric, le neveu d'Edwin, est mort empoisonné durant son exil à la cour de Ceredig,. L'expansion northumbrienne se poursuit au-delà des Pennines et les peuples celtes sont soumis jusqu'à la mer d'Irlande. Edwin envahit également les « îles Mévanies », c'est-à-dire Man et Anglesey, ce qui suggère que sa puissance militaire n'est pas uniquement terrestre, mais aussi navale. Son autorité s'étend aussi vers le sud sur le royaume anglo-saxon de Lindsey, qui correspond au nord de l'actuel Lincolnshire.
La conquête d'Anglesey correspond peut-être à une campagne dont on ne peut que deviner l'ampleur grâce à une entrée des Annales Cambriae, qui indiquent pour l'année 629 que Cadwallon de Gwynedd est assiégé dans Glannauc (aujourd'hui Puffin Island), un îlot au sud-est d'Anglesey. La victoire d'Edwin pourrait également expliquer l'allusion, dans les triades galloises, à l'exil de Cadwallon en Irlande à une date inconnue,.

La Grande-Bretagne à l'époque d'Edwin.

Après la mort de Rædwald, vers 624, Edwin devient le plus puissant souverain d'Angleterre. D'après Bède, il exerce un imperium sur les autres royaumes anglo-saxons, à l'exception du Kent, et il figure en cinquième position dans la liste des bretwaldas qui apparaît dans la Chronique anglo-saxonne,. Son pouvoir n'est pas pour autant incontesté. Le 19 avril 626, il est victime d'une tentative d'assassinat organisée par Cwichelm, le roi des Saxons de l'Ouest. D'après Bède, un certain Eomer aurait tenté de frapper Edwin à l'aide d'un poignard à la lame enduite de poison. Le roi est sauvé par l'intervention d'un de ses thegns, Lilla, qui s'interpose entre l'assassin et son seigneur, au prix de sa vie. Edwin est tout de même blessé, de même qu'un autre thegn nommé Forthhere. Une fois rétabli, il mène une campagne de représailles contre les Saxons de l'Ouest, campagne couronnée de succès : « il tua ou fit prisonniers tous ceux dont on lui dit qu'ils avaient conspiré à sa mort », affirme Bède, tandis que la Chronique anglo-saxonne indique que cinq rois saxons trouvent la mort durant ce conflit.
Le récit de Bède permet également de se faire une idée de la cour itinérante d'Edwin. Il voyage entre les différents lieux de pouvoir de ses royaumes, parmi lesquels Yeavering (Ad Gefrin) en Bernicie, à la limite nord des monts Cheviot ; Sancton et Goodmanham, en Deira ; et Campodunum, un lieu non identifié avec certitude qui pourrait être Barwick-in-Elmet, Slack ou Doncaster. Les anciennes cités romaines de Carlisle et York relèvent également de son autorité, mais leur importance est plus difficile à évaluer. Des fouilles archéologiques menées à Yeavering dans les années 1950 ont permis d'excaver un important complexe de l'époque post-romaine, avec des halls successifs de plus en plus importants, dont le plus grand mesure 25 m de long sur 12 de large. Les fondations de ses piliers s'enfoncent de 2 m dans le sol, ce qui suggère une hauteur importante. Ce vaste hall était vraisemblablement celui occupé par Edwin. Le site abrite également une structure rappelant une section d'amphithéâtre romain, avec des sièges sur plusieurs niveaux faisant face à une sorte d'estrade. Cette structure suggère une filiation voulue avec les coutumes romaines, filiation dont on retrouve une évocation chez Bède, qui affirme que dans ses voyages, Edwin est toujours précédé d'un porte-étendard brandissant « cette sorte de bannière que les Romains appellent tufa et les Angles tuuf, ».

### Conversion au christianisme
Après la mort de sa première femme, Edwin se remarie au plus tard en juillet 625 avec Æthelburh, la sœur chrétienne du roi Eadbald de Kent. Sa demande en mariage est d'abord rejetée parce qu'il professe toujours le paganisme germanique des Anglo-Saxons. Afin d'obtenir la main d'Æthelburh, Edwin accepte de la laisser pratiquer librement sa foi et promet d'envisager sa propre conversion. La princesse kentique est accompagnée en Northumbrie par Paulin, un missionnaire romain envoyé en Angleterre en 601 pour épauler les membres de la mission grégorienne dans leur travail de conversion,.
D'après Bède, Æthelburh donne naissance à une fille, Eanflæd, le soir de Pâques 626, c'est-à-dire le jour même de la tentative d'assassinat manquée fomentée par Cwichelm. Le roi aurait alors donné sa fille à Paulin, qui la baptise avec d'autres membres de sa cour le 8 juin, jour de la Pentecôte. Edwin s'engage également à se convertir si Dieu lui accorde la victoire sur les Saxons de l'Ouest. De retour de sa campagne victorieuse contre ce peuple, le roi demande à Paulin de lui enseigner la foi chrétienne avant de le baptiser. Il reçoit également une lettre du pape Boniface V qui l'encourage à se convertir,.
Après une période de réflexion, décrite de manière enjolivée par Bède dans son Histoire ecclésiastique, Edwin reçoit le baptême à York le jour de Pâques 627, en même temps que plusieurs membres de sa cour. La ville devient le siège de l'évêché des Northumbriens, dont Paulin devient le premier titulaire. Le grand prêtre Coifi, ayant abjuré l'ancienne religion, se charge avec enthousiasme de détruire les idoles païennes conservées à Goodmanham. Edwin fonde une basilique à Campodunum, et une autre à York qui est encore inachevée à sa mort. Son zèle convainc le roi des Angles de l'Est Earpwald, fils et successeur de Rædwald, de se convertir à son tour, tandis que Paulin prêche le christianisme dans la province de Lindsey.
Les sources galloises, les Annales Cambriae et l'Historia Brittonum, rapportent une tradition différente concernant le baptême d'Edwin : il n'aurait pas été le fait de Paulin, mais de Rhun, le fils du roi Urien de Rheged. Il pourrait s'agir d'une lecture erronée du récit de Bède de la part de l'auteur de l'Historia Brittonum, dont le texte est particulièrement confus à cet endroit, mais il est également possible qu'Edwin ait été baptisé une première fois, puis qu'il soit retourné au paganisme avant d'adopter pour de bon la foi chrétienne sous l'impulsion de Paulin.

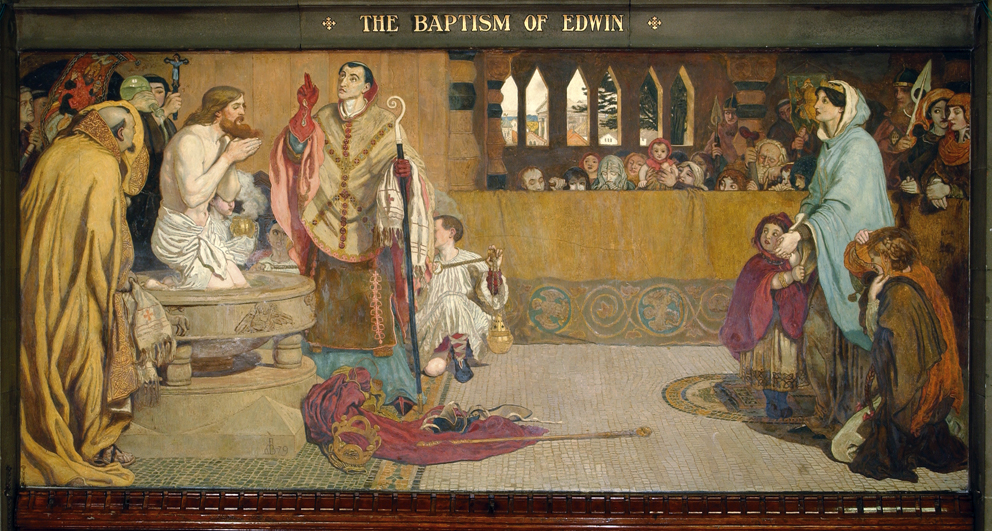
Le baptême d'Edwin vu par Ford Madox Brown (fresque de l'hôtel de ville de Manchester, 1879-1893).

### Mort
En 633, la Northumbrie est envahie par les armées de Cadwallon ap Cadfan, roi de Gwynedd, et de son allié Penda de Mercie. Ils rencontrent les forces d'Edwin à Hatfield Chase, une région marécageuse située à une quinzaine de kilomètres au nord-est de Doncaster. La bataille se déroule le 12 octobre (le 14 selon la Chronique anglo-saxonne) et se solde par une défaite northumbrienne. Edwin est tué lors de l'affrontement, de même que son fils Osfrith. Un autre de ses fils, Eadfrith, est capturé par Penda et exécuté peu après la bataille. D'après Bède, Edwin meurt à l'âge de quarante-huit ans.

## Postérité
L'union des royaumes northumbriens se défait aussitôt après la bataille de Hatfield Chase. En Bernicie, Eanfrith (un fils d'Æthelfrith rentré d'exil) s'empare du trône tandis qu'en Deira c'est un cousin d'Edwin, Osric, qui prend le pouvoir. Tous deux sont revenus au paganisme après avoir reçu le baptême. Ils sont à leur tour éliminés par Cadwallon dans l'année qui suit la bataille. Les armées galloises ravagent la région avant d'être finalement chassées par Oswald, le frère chrétien d'Eanfrith, qui réunifie la Bernicie et le Deira en 634. Le règne d'Edwin ne constitue ainsi qu'une parenthèse dans la domination bernicienne de la Northumbrie initiée par Æthelfrith.
L'expansion du christianisme en Northumbrie connaît un coup d'arrêt momentané après la mort d'Edwin. L'évêque Paulin s'enfuit au Kent, accompagné de la reine Æthelburh, de ses enfants Eanflæd et Uscfrea, ainsi que d'Yffi, fils d'Osfrith et petit-fils d'Edwin. Les jeunes Uscfrea et Yffi sont envoyés à la cour du roi mérovingien Dagobert pour plus de sécurité, à moins qu'Oswald n'ait fait pression sur le roi Eadbald de Kent pour qu'il le débarrasse de concurrents gênants à la succession d'Edwin. Quoi qu'il en soit, tous deux meurent encore jeunes, sans jamais être rentrés en Grande-Bretagne. Leur mère entre dans les ordres et fonde une abbaye à Lyminge, où elle meurt vers 647. Paulin termine quant à lui sa vie comme évêque de Rochester, et c'est du monde celtique que repart la christianisation de la Northumbrie sous les règnes d'Oswald et Oswiu. Ce dernier se marie avec Eanflæd vers 642, probablement afin de rendre son autorité plus acceptable à la population du Deira.
Le corps d'Edwin aurait brièvement été dissimulé dans l'église du village d'Edwinstowe, qui doit son nom à cette anecdote. Bède indique que la tête du roi est rapportée à l'église Saint-Pierre d'York. Eanflæd, devenue abbesse de Whitby en 680, fait transporter les reliques de son père dans cette abbaye. Son culte reste néanmoins peu suivi, contrairement à celui de son successeur Oswald, qui est très populaire. À la fin du XVIe siècle, le pape Grégoire XIII approuve implicitement son culte en incluant Edwin parmi les martyrs anglais repris sur les fresques murales du Collège anglais de Rome. Il est fêté le 12 octobre, jour anniversaire de sa mort.

## Mariages et descendance
Edwin épouse en premières noces Cwenburh, fille du roi Cearl de Mercie. Ils ont deux fils :
- Osfrith (mort en 633), tué à la bataille de Hatfield Chase ;
- Eadfrith (mort après 634), capturé par Penda de Mercie à Hatfield Chase et exécuté quelque temps après.

Edwin se remarie avant juillet 625 avec Æthelburh, fille du roi Æthelberht de Kent. Ils ont quatre enfants :
- Eanflæd (626 – vers 704), épouse d'Oswiu de Northumbrie, puis abbesse de Whitby ;
- Uscfrea ou Wuscfrea (mort après 633), mort en exil à la cour du roi mérovingien Dagobert ;
- Æthelhun, mort jeune[41] ;
- Æthelthryth, morte jeune[41].